# Kasimir Mann

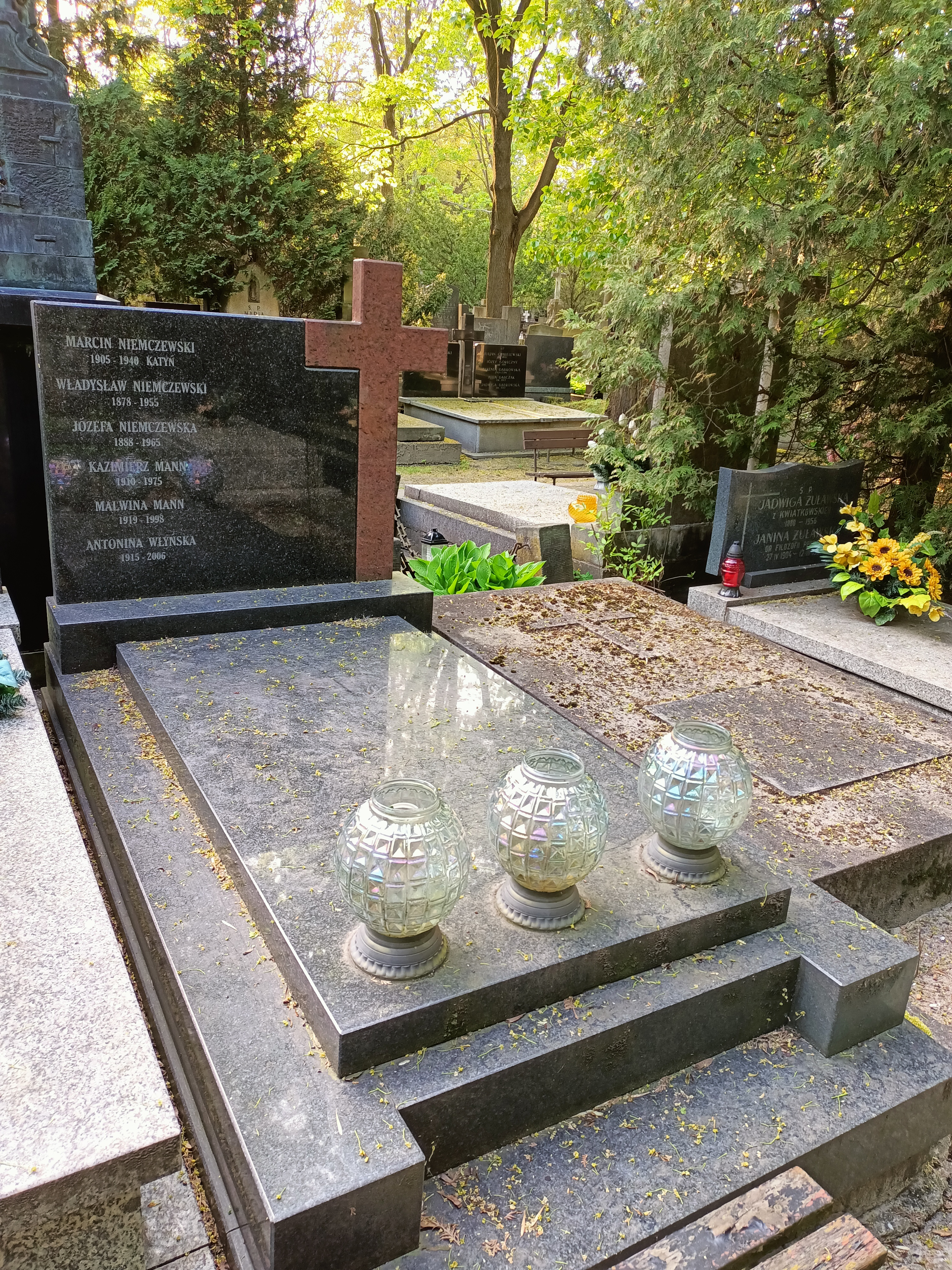
Grab von Kasimir Mann auf dem Powązki-Friedhof in Warschau

Kasimir Mann (* 7. Oktober 1910 in Lemberg; † 9. August 1975 in Warschau) war ein Grafiker und Maler.

## Leben
Kasimir Mann wurde am 7. Oktober 1910 in Lemberg als Sohn von Wilhelm und Emilia Mann geboren. Seine Brüder waren Thaddeus und Roman Mann. Sein Onkel war der Opernsänger Josef Mann.
Kasimir Mann ist der Vater von Wojciech Mann und Marta Mann.
Kasimir Mann studierte von 1928 bis 1930 Architektur an der Technischen Hochschule in Lemberg, dann von 1930 bis 1935 an der Kunstgewerbeschule in Wien und erhielt sein Diplom mit Auszeichnung im Jahre 1935.
Sein Schaffen erstreckte sich in den Bereichen der Fresken- und Tafelmalerei, Mosaiken, Wandmalerei, Gebrauchs- und Werkstattgrafik, sowie der Plakatkunst. Von 1936 bis 1938 war er Leiter des Graphikateliers – Polska Agencja Telegraficzna PAT.

## Karriere
1937-38 grafische Ausarbeitung der Polnischen Jahreszeitschrift für Werbung PAT und dem Magazin Polska.
Wandmalerei:
Gubałówka 1937 in den Räumen der Jugendherberge.
Er hat im Jahre 1939 die goldene Medaille für das Panneau der Weltausstellung in New York erhalten.
Nach dem Zweiten Weltkrieg befasste er sich mit Grafik, war Projektleiter und künstlerischer Leiter folgender Ausstellungen:
– Centrala Handlu Zagranicznego CIECH (Centrala Importowo-Eksportowa Chemikaliów),
– Centrala Handlu Zagranicznego Uniwersal,
– Przedsiębiorstwo Handlu Zagranicznego Cetebe,
– Centrala Handlu Zagranicznego PAGED in Wien, Zagreb, Moskau, London, Stockholm, Paris, Budapest, Prag, Peking, Izmir, Helsinki
Panneau-Projekte:
1. im Rahmen der internationalen Messe in Posen im Jahre 1948, im Pavillon  des Schiffbaus und im Pavillon von SPOŁEM
2. auf der Ausstellung in Breslau
3. im Saal der Solarenergie im Technischen Museum von Moskau im Jahre 1970,
Warschau 1965-70 in den Räumen des Technischen Museums Maria Sklodowska-Curie, Abteilungen Landwirtschaft wie auch Radiotechnik.
Mosaike:
1962-69 in den Bergwerken Jan, Radzionków, Michałowice
1969 Muszyna im Haus des Metallarbeiters.
Plastische Ausarbeitung vom Bahnhöfen: Warzawa – Gdańska,
Terespol; Sandomierz.
Künstlerkommissionen
Ab 1960 war er Mitglied verschiedener Künstlerkommissionen:
– Spółdzielnia Pracy Artystów Plastyków ART,
– 1973 Specjalistyczna Spółdzielnia Pracy Reklam Świetlnych und Neonowych LUMEN,
– Przedsiębiorstwo Wystaw und Targów Zagranicznych,
– Centrala Przemysłowo-Handlowa INCO, für die er ebenfalls die Werbung und Verpackung der Kosmetikfirma Celia entwarf.
Ab dem Jahr 1963 war er künstlerischer Leiter des Entwurfsateliers für Design und Verpackung – Związek Spółdzielni Inwalidów.
Im Jahre 1963 war er Teilnehmer der Ausstellung Angewandte Kunst in der Galeria Zachęta.

## Bibliografie
Projekt 1957 / 2, Muzeum ulicy. Polnisches Plakat im Besitz des Museums für Plakate im Schloss Wilanów, Warschau
– Wydawnictwo Krupski und S-ka W-wa 1996, 100 Jahre polnische Plakatkunst – künstlerisches Ausstellungsbüro Krakau 1993.
| Personendaten    | Personendaten                 |
| ---------------- | ----------------------------- |
| NAME             | Mann, Kasimir                 |
| KURZBESCHREIBUNG | polnischer Maler und Grafiker |
| GEBURTSDATUM     | 7. Oktober 1910               |
| GEBURTSORT       | Lemberg                       |
| STERBEDATUM      | 9. August 1975                |
| STERBEORT        | Warschau                      |